# Goúrna
Goúrna (grec moderne : Γούρνα) est une localité située dans le dème de Léros, dans le district régional de Kálymnos, dans la périphérie d'Égée-Méridionale, en Grèce.
Selon le recensement de 2021, elle compte 281 habitants.